# Pallanuoto ai XII Giochi panamericani
Il XII torneo panamericano di pallanuoto è stato disputato dal 18 al 24 marzo 1995 all'interno del programma dei XII giochi panamericani, svoltisi a Mar del Plata, in Argentina.
La formula del torneo è stata la stessa della precedente edizione: una fase a gironi e una a eliminazione diretta.

Il campionato è stato vinto per la settima volta dalla nazionale degli Stati Uniti.

## Fase preliminare

### Gruppo A
| 18 marzo 1995 | Messico | – | Argentina |  |

| 18 marzo 1995 | Stati Uniti | 10 – 5 | Brasile |  |

| 20 marzo 1995 | Stati Uniti | 14 – 5 | Messico |  |

| 20 marzo 1995 | Brasile | 9 – 7 | Argentina |  |

| 22 marzo 1995 | Brasile | 10 – 7 | Messico |  |

| 22 marzo 1995 | Stati Uniti | 17 – 4 | Argentina |  |

|    | Squadra     | Punti | G | V | N | P | GF | GS | Diff |
| -- | ----------- | ----- | - | - | - | - | -- | -- | ---- |
| 1. | Stati Uniti | 6     | 3 | 3 | 0 | 0 | 41 | 19 | +23  |
| 2. | Brasile     | 4     | 3 | 2 | 0 | 1 | 24 | 24 | 0    |
| 3. | Messico     | 2     | 3 | 1 | 0 | 2 | 13 | 24 |      |
| 4. | Argentina   | 0     | 3 | 0 | 0 | 3 | 11 | 26 |      |

### Gruppo B
| 18 marzo 1995 | Canada | – | Porto Rico |  |

| 20 marzo 1995 | Cuba | 10 – 3 | Canada |  |

| 22 marzo 1995 | Cuba | 15 – 7 | Porto Rico |  |

|    | Squadra    | Punti | G | V | N | P | GF | GS | Diff |
| -- | ---------- | ----- | - | - | - | - | -- | -- | ---- |
| 1. | Cuba       | 4     | 2 | 2 | 0 | 0 | 25 | 10 | +15  |
| 2. | Canada     | 2     | 2 | 1 | 0 | 1 | 3  | 10 |      |
| 3. | Porto Rico | 0     | 2 | 0 | 0 | 2 | 7  | 15 |      |

## Fase finale

### Semifinali
| 24 marzo 1995 | Stati Uniti | 12 – 3 | Canada |  |

| 24 marzo 1995 | Cuba | 6 – 7 | Brasile |  |

### Finali

#### 5º posto
| 25 marzo 1995 | Messico | 15 – 7 | Porto Rico |  |

#### Finale per il Bronzo
| 25 marzo 1995 | Canada | 4 – 9 | Cuba |  |

#### Finale per l'Oro
| 25 marzo 1995 | Stati Uniti | 16 – 5 | Brasile |  |

## Classifica finale
| Pos.    | Squadra     |
| ------- | ----------- |
| Oro     | Stati Uniti |
| Argento | Brasile     |
| Bronzo  | Cuba        |
| 4       | Canada      |
| 5       | Messico     |
| 6       | Porto Rico  |
| 7       | Argentina   |

## Fonti
- (EN) Todor66.com - Sport statistics Archive, su todor66.com.